# Alvah Meyer
Alvah T. Meyer (Nova York, 18 de juliol de 1888 – Tucson, Arizona, 19 de desembre de 1939) va ser un atleta estatunidenc que va competir a començaments del segle xx.
Meyer era jueu, membre de l'Irish American Athletic Club, en què també hi havia Abel Kiviat i Myer Prinstein. No superà els Trials de classificació pels Jocs Olímpics de 1912 i sols fou inclòs en l'equip perquè es pagà el viatge fins a Estocolm. Un cop allà guanyà la medalla de plata en la cursa dels 100 metres, mentre era eliminat en semifinals dels 200.
El 1914 establí el rècord del món en les 60 iardes, i el 1915 en les 330 iardes, en ambdós casos en pista coberta.